# Tupaia chrysogaster
Tupaia chrysogaster is een zoogdier uit de familie van de echte toepaja's (Tupaiidae). De wetenschappelijke naam van de soort werd voor het eerst geldig gepubliceerd door Gerrit Smith Miller Jr. in 1903.

## Voorkomen
De soort komt voor in Indonesië op slechts drie eilanden in de archipel van de Mentawai-eilanden, namelijk Noord-Pagai, Zuid-Pagai en Sipora.